# Mostečtí lvi
Le Mostečtí lvi est un club de hockey sur glace de Most en Tchéquie. Il évolue en 2. liga, troisième échelon tchèque.

## Historique
Le club est créé en 2017.

## Palmarès
- Aucun titre.